# Adam Krzesiński
Adam Krzesiński   () és un tirador d'esgrima polonès, ja retirat, especialista en floret, guanyador de dues medalles olímpiques.
El 1992 va prendre part en els Jocs Olímpics d'Estiu de Barcelona, on disputà dues proves del programa d'esgrima. En la prova del floret per equips guanyà la medalla de bronze, mentre en la d'floret individual fou quaranta-quatrè. Quatre anys més tard, als Jocs d'Atlanta, tornà a disputar dues proves del programa d'esgrima. Guanyà la medalla de plata en la prova del floret per equips i fou vint-i-setè en la del floret individual. El 2000, a Sydney, disputà els seus tercers, i darrers, Jocs Olímpics. Fou quart en la prova del floret per equips, mentre en la prova del floret individual fou vint-i-sisè.
En el seu palmarès també destaquen sis medalles al Campionat del món d'esgrima, una d'or, dues de plata i tres de bronze, entre les edicions de 1991 i 2001, així com sis medalles en el Campionat d'Europa d'esgrima, una d'or, dues de plata i tres de bronze, entre el 1991 i el 2001. També guanyà una medalla de bronze en les Universíades de 1991. A nivell nacional guanyà dos campionats polonesos individual, el 1996 i 1997.
Una vegada retirat, el 2002, ha treballat com a director del club esportiu AZS-AWF de Varsòvia. Del 2005 al 2023 fou secretari general del Comitè Olímpic Polonès.